# Stanford Jazz Workshop
Stanford Jazz Workshop (SWJ), littéralement l'atelier jazz de Stanford, est une association à but non lucratif américaine, fondée en 1972 près de San José dans la Silicon Valley par le saxophoniste et spécialiste de l'enseignement Jim Nadel, dans le but de créer un environnement propice à l'apprentissage, l'expérimentation et la sensibilisation au jazz. Aujourd'hui, le SWJ reste centré sur sa mission d'origine : permettre les rencontres entre les meilleurs interprètes et professeurs de jazz et les auditeurs et étudiants de tous niveaux et de tous milieux.

## Activités
Les activités de cette association comprennent :
- Des camps d'été pour de jeunes musiciens de 12 à 17 ans,
- Des séjours sur le thème du jazz pour les adultes,
- Un programme de cours du soir en été (Evening Summer Program), qui s'adresse à un public de visiteurs et à des musiciens de tous âges et tous niveaux.

Pour garantir l'accessibilité à ses programmes, SJW décerne chaque année plus de cent bourses de scolarité à des jeunes dans le besoin. 
Bien que ses nombreuses activités aient lieu sur le campus de l'Université Stanford, SWJ n'a juridiquement et financièrement aucun lien avec cette prestigieuse école.

## Le Stanford Jazz Festival
Stanford Jazz Workshop organise également chaque année en été le Stanford Jazz Festival. Il permet de présenter de nombreux musiciens de jazz de la région de la baie de San Francisco ou de niveau international, et a invité de grands noms du jazz comme Stan Getz, Dizzy Gillespie, Regina Carter, Joe Williams, Horace Silver, McCoy Tyner, Joe Henderson, Sheila Jordan, Clark Terry, James Moody, Jimmy Cobb, Lee Konitz, ou Jackie McLean. 

## Musiciens célèbres
Quelques musiciens de jazz de la scène actuelle ont été élèves au Stanford Jazz Workshop, comme par exemple Larry Grenadier, Bill Stewart, et Joshua Redman. 